# Bošnjačko-hrvatski sukob: Mostar i dolina Neretve
Na srpsku agresiju na grad Mostar i čitavu dolinu rijeke Neretve zajednički odgovaraju Hrvati i Bošnjaci koji se udružuju u Hrvatske obrambene snage i Hrvatsko vijeće obrane. Upravo su te snage potpomognute HV-om operacijom Lipanjske zore u mjesecu lipnju 1992. godine oslobodile grad Mostar i cijelu dolinu rijeke Neretve. Nakon toga dolazi do nesuglasica između HOS-a i HVO-a, no nakon ubojstva zapovjednika HOS-a Blaža Kraljevića, HOS je raspušten, a Hrvati unutar njega prešli su u HVO, dok su Muslimani prešli u Armiju RBiH.
Hrvatsko vijeće obrane je nakon pobjede u bitci za Mostar upravljalo Mostarom od 26. lipnja 1992. godine. U postrojbama HVO-a osim Hrvata je bilo i Bošnjaka. Većina Bošnjaka je bila u  „Samostalnom mostarskom bataljunu“ (Samostalni bataljun obrane Mostara) koji je bio pod upravom HVO-a, a osim u toj postrojbi Bošnjaka je bilo gotovo u svim postrojbama HVO-a (u naseljima Potoci i Vrapčići u postrojbama HVO-a broj Bošnjaka i Hrvata gotovo da je bio podjednak). U studenom 1992. godine, na području Jablanice, Konjica i Mostara osniva se IV. korpus Armije RBiH. Odnosi između Hrvata i Bošnjaka počinju se zahlađivati krajem 1992. i
početkom 1993. godine.
VOS GS HVO 22. srpnja 1992. izvijestio je da je bilo problema u odnosima između HVO-a i muslimanskih snaga TO. Postoje dva zapovjedništva. Dok se HVO bori i drži borbene crte prema Srbima, muslimanska TO bježi s položaja, paradira po gradovima, pljačka i bacaju ljagu na HVO. Na prostoru srednje Bosne svi zapovjednici TO su pripadnici bivše JNA. Središte muslimanskog fundamentalizma je u Zenici, gdje se pripremaju i obučavaju jedinice za djelovanje protiv postrojbi HVO-a, iste se obučavaju u mudžahedinskom stilu (fanatizam). U isto vrijeme u zapadnoj Hercegovini TO je djelovala preko HOS-a. Na prisezi satnija HOS-a u Čapljini ispred TO bio je prisutan Armin Pohara - pukovnik sa svojom pratnjom. Pripadnicima TO isplaćena je ista plaća kao i HOS; jer, prema izvješću VOS GS HVO od 8. kolovoza 1992. Muslimani u BiH su navodno dobili interna upustva da ulaze isključivo u postrojbe TO ili HOS, da bi se borili protiv legalnih civilnih vlasti HVO i pokušali držati što više teritorije pod svojom kontrolom. Navodno je u Čapljini u postrojbi HOS-a, koja broji oko 400 vojaka 80 % Muslimana. Navodno im je cilj borba protiv civilnih vlasti HVO i omogućavanje izbjeglicama iz Trebinja, Bileće, Nevesinja i dr. mjesta (pretežno Muslimani) da se trajno nasele u ovoj općini.
Bošnjački su se civili tijekom jeseni 1992. i početkom 1993. godine počeli vraćati s Jadrana gdje su bili u izbjeglištvu. Po gradu se sve češće pojavljuju "ljiljani" na uniformama pripadnika Armije RBiH. Armija RBiH je sve više jačala te je prešla na zapadnu obalu Neretve i u procesu zauzimanja zgradu po zgradu bližila se zapadnim predgrađima Mostara. HVO je u to vrijeme izbjegavao konfrontaciju s Armijom RBiH iako su u drugim dijelovima Bosne već počeli sukobi između Bošnjaka i Hrvata. Dok su postrojbe HVO-a redovito išle na položaje u Podveležju (prema VRS-u), Bošnjaci su tiho zauzimali grad. U zgradi Vranica (u središnjem dijelu zapadnog Mostara) u kojoj je bilo zapovjedništvo IV. korpusa Armije RBiH probijeni su svi podrumi duž Ulice Stjepana Radića s ciljem povezivanja zgrada s Neretvom i preko nje istočnim dijelom grada koji je već uvelike kontrolirala bošnjačka vojska. U Mostaru se osjećala sve veća napetost jer su i jedni i drugi počeli utvrđivati svoje položaje. Hrvatske obavještajne službe uspjele su uhvatiti poziv Sefera Halilovića Bošnjacima koji su se nalazili u postrojbama HVO-a. Halilović je pozvao Bošnjake na razoružavanje svojih suboraca Hrvata i preuzimanje zapovjedništva nad jedinicama i teritorijem.
Dok je najveći dio linije prema srpskim snagama u Podveležju držao HVO, Muslimani-Bošnjaci smišljali su napad na HVO. Armija RBiH naložila je napad na HVO u Mostaru sa šifrom ‘RAK-625’. 19. travnja 1993. godine, 20 dana prije otvorena napada, sastavili su zapovijed za napad na Hrvate. Uputio ju je zapovjednik 41. motorizirane brigade Midhat Hujdur Hujka. Drugi bataljun dobio je zadaću zaposjesti položaje za obranu u svojoj zoni odgovornosti, zatvaranje smjera iz s. Rodoč k Mostaru i rajonu Čekrk. Težiti za zaposjedanjem linije obrane Čekrk – magistrala – Šemovac – Bulevar – Ulica dr. Safeta Mujića – banka (nova) – kafić Vaha – ambulanta garnizona – Stara bolnica – Mljekara – Centar II. U pozadini dostignute crte imali su izvršiti blokiranje snaga HVO-a i njihovo neutraliziranje. Dio snaga iz 4. čete uputiti k zapovjedništvu 41. motorizirane brigade zbog pojačavanja obrane. U daljnjim djelovanjima izvršiti napad s krila pravcima Šemovac – Podhum – Balinovac i Centar II – Rudnik. Dio snaga odvojiti za zauzimanje brda Hum. 1. bataljun dobio je zadaću zauzeti južne prilaze gradu te borbeno djelovati prema Rodoču. Zadaća 3. bataljuna bila je "zatvoriti Vrapčiće" i onemogućiti prijelaz preko HE Mostar uz upotrebu raketnih bacača. Bataljun Nevesinje dobio je zadaću zauzeti Đački dom i Ekonomsku školu, a Samostalna četa Blagaj – Kosor – Buna ovladati mostovima preko Bune na cesti Mostar – Čapljina i Mostar – Domanovići te ne dopustiti dolazak pojačanja HVO-a iz Čapljine. Pripadnicima MUP-a RBiH po toj zapovijedi bila je zadaća izvršiti napad na prostorije MUP-a HZ HB i Policijske postaje Mostar, zaposjesti ih i uporno braniti. U zapovijedi je stajalo da moraju težiti da u ARBiH zoni obrane ostane zgrada Kirurgije. Ljudstvo za izvršenje napada na zgradu MUP-a i Policijske postaje Mostar imati u pripravnosti u hotelu Mostar. Zadaća Izviđačkog voda bila je zauzeti zgradu Elektrohercegovine, a diverzantski vod napasti objekte Žitoprometa, tj. izvršiti diverziju na prijelazu iz Sjevernog logora preko rijeke Neretve. Dalja zadaća bila je uspostaviti skupine koje će se tijekom dana ubaciti iza crta HVO sa zadaćom uništavanja vatrenih sredstava HVO. Signal za izvršenje borbene radnje spajanja 4. čete s bataljunom, a po stjecanju uvjeta za to, i spajanje sa zapovjedništvom 41. motorizirane brigade bio je RAK-625. Dokaz da HVO nije planirao napad je taj što je u trenutku sukoba oko zgrade Vranica, zapovjednik Zbornoga područja HVO-a tražio hitno pojačanje iz Čitluka, a hitna pojačanja se ne zove kad se isplaniralo napad, nego u hitnim situacijama nepripremljenosti.
6. svibnja, nakon povratka sa smjene, koju su Bošnjaci i Hrvati zajednički održavali na crti prema Srbima, Hrvatima je bilo oduzeto oružje, a nakon toga su stavljeni u pritvor, oni koji su ostali živi. Zapovijed od 19. travnja počela se ostvarivati 9. svibnja 1993., u 5 sati ujutro, kada Armija RBiH napada vojarnu Sjeverni logor, u kojoj je bilo smješteno zapovjedništvo HVO-a Mostar i mnoge važne ciljeve u središtu grada, zacrtane još 19. travnja. Jedinice Armije RBiH smještene u zapadnom Mostaru u zgradi Vranica pokrenule su veliku ofenzivu. Vode se žestoke borbe, u kojima Bošnjaci pokušavaju zauzeti cijeli Mostar.
HVO pokreće svoj protunapad i zauzima Vranicu, 10. svibnja 1993. U Vranici su pronađeni popisi svih pripadnika Armije BiH, a otkriveno je i petnaestak naoružanih grupa civila s po 40-ak ljudi, koje su se u gradu pritajile i čekale signal za napad s leđa na hrvatske postrojbe. Uspostavljena je crta bojišnice između HVO-a i Armije RBiH u gradu, u ulici Alekse Šantića i Bulevaru narodne revolucije, koja je podijelila grad na zapadni i istočni dio. U manjem dijelu jedinica HVO-a zapovijed Sefera Halilovića o razoružanju Hrvata je izvršena, a u većini slučajeva Hrvati su uspjeli razoružati Bošnjake te ih smjestiti u zarobljenički logore: Heliodrom i Dretelj. HVO-u je u pomoć došlo oko 1.000 uglavnom dragovoljaca iz Hrvatske čime je prodor prema moru spriječen. Lokalni branitelji branili su uglavnom naseljena mjesta, dok su praznine u liniji popunjavali dragovoljci iz Hrvatske. Bošnjaci su se povremeno koristili taktikom ljudskih valova. U prvom redu išli su naoružani vojnici Armije RBiH i mudžahedini, a u drugom redu nenaoružani. Takva se taktika koja podrazumijeva izuzetno velike ljudske gubitke primjenjuje samo onda kada se žele ostvariti izuzetno važni strateški ciljevi.
Najjača i najbolje pripremljena bošnjačka ofenziva na području Mostara nije uspjela zahvaljujući Mladenu Naletiliću "Tuti", koji je preko Hrvatskog radija Mostar pozvao na totalnu mobilizaciju svih za borbu sposobnih, uz javnu prijetnju likvidacijom svih koji se ne odazovu. Dolaskom dragovoljaca iz Hrvatske, uglavnom Hrvata podrijetlom iz BiH, linije oko Mostara su se stabilizirale. Ti su dragovoljci uglavnom raspoređivani na dijelove borbenih linija gdje su se razgraničavale lokalne hrvatske općinske postrojbe. 
Armija BiH poduzela je napadnu akciju spajanja područja Mostara s područjem Jablanice i Konjica, što su potvrdili međunarodni promatrači i sudsko vijeće MKSJ, a nikakvu "deblokadu", kako velikobošnjački pseudopovjesničari i politikanti iskrivljavaju. Tzv. ARBiH napala je 30. lipnja 1993. i zauzela ovu vojarnu. Ranog jutra 30. lipnja 1993. između 3:00 i 3:45 sati, snage ARBiH su napale vojarnu Tihomir Mišić. U daljnjem tijeku napada snage ARBiH udarile su na položaje HVO-a sjeverno od istočnog Mostara, naročito na području Bijelog Polja. Pri tome je uspjela staviti pod svoj nadzor područje u pravcu Drežnice i Jablanice pa sve do brane u Salakovcu, Bijelo Polje, Raštane, Vrapčiće i Salakovac kao i nekoliko drugih mjesta u pojasu od 26 km sjeverno od Mostara, uključujući i područje Potoka, i vojarnu Tihomir Mišić. Izvršila ga je u suradnji s vojnicima HVO-a muslimanske nacionalnosti koji su dezertirali iz HVO-a i stupili u redove ARBiH, naročito s muslimanskim vojnicima 1. i 3. brigade HVO-a, kao i 2. brigade, uključujući 1. bojnu “Bijelo Polje” i 2. bojnu.
U ranim jutarnjim satima 30. lipnja 1993. godine, u postrojbama u kojim je bilo mnogo Bošnjaka u HVO-u dolazi do pobune protiv Hrvata, a „Samostalni mostarski bataljun“ napušta položaje koje HVO drži prema Srbima. Toga dana između 2:30 i 3 sata bošnjački pripadnici HVO-a uperuju puške u svoje suborce, Hrvate naredivši im da se predaju. "Predajte oružje, vi ste opkoljeni od muslimanske vojske, oko vas su Zukini ljudi. Nešto nije u redu s politikom, ali bit ćete pušteni za par dana dok se to sredi." Pripadnici HVO-a, Hrvati su se predali, odvedeni su u zatvor u Mostaru gdje su maltretirani i mučeni. U istočnom dijelu grada, Armija RBiH je uspostavila više logora za zarobljene pripadnike HVO-a i hrvatske civile: bivša vojarna JNA "Sjeverni logor", 4. osnovna škola, osnovna škola u Potocima i SDK Mostar kod robne kuće "Razvitak" u istočnom dijelu Mostara, u koji su dovedeni prvi zarobljenici 6. svibnja 1993. godine prije samog sukoba. Isto tako je postupio i HVO koji je također otvarao logore za bošnjačke civile i pripadnike Armije RBiH: "Heliodrom", bivša vojarna JNA koja se nalazi u Rodoču, južnom predgrađu Mostara i "Dretelj" također vojni objekt JNA u Dretelju kod Čapljine. Kroz logore obiju vojski prošlo je tisuće i tisuće zatvorenika. Oni su u logorima proživjeli brojne torture i mučenja, a mnogi od njih su preminuli.
Armija RBiH s područja Mostara i bivši pripadnici HVO-a bošnjačke nacionalnosti u Potocima i Vrapčićima od 9. svibnja do 30. lipnja 1993. godine, zauzeli su područja na lijevoj obali Neretve sjeverno i južno od grada Mostara, izuzev manjeg dijela oko samostana časnih sestara u Potocima i istočni dio grada Mostara. Zauzeta su sjeverna prigradska naselja na lijevoj obali Neretve: Vrapčići, Potoci, Kutilivač, Humilišani, Željuša, Podgorani, Prigrađani, Drežnica, istočni dio grada Mostara te južna prigradska naselja: Blagaj, Podvelež, Gnojnice, Dračevice. Sa zauzetog područja protjerano je ili zarobljeno cjelokupno hrvatsko stanovništvo. Hrvatsko vijeće obrane je zarobilo velik dio Bošnjaka iz zapadnog dijela grada Mostara te iz ostalih dijelova mostarske općine koje su bile pod kontrolom HVO-a.
U daljnjem tijeku sukoba, dio grada pod kontrolom Armije RBiH (istočni dio) je bio blokiran i granatiran od strane HVO-a. U jednom takvom granatiranju 9. studenog 1993. godine navodno je bio srušen Stari most, crni mit i zlonamjerna podvala koju se beskritično vrtilo po svjetskim medijima ne pitajući za autentičnost i sam sadržaj što snimka kazuje. Analize su pokazale da Stari most nije srušio tenk HVO-a, nego podmetnuta mina aktivirana iz muslimanskog dijela grada, što potvrđuje izjave generala Praljka da nije sudjelovao u tome vandalskom činu. Na Haaškome sudu sudac je pravedno upitao ima li stvarnih dokaza da su Hrvati uopće srušili taj most. Te dvije godine (1993. i 1994.) Bošnjaci (koji nisu uspjeli pobjeći od ratnih sukoba) u istočnom Mostaru proživljavali su najteže trenutke. Armija RBiH u samom gradu je bila u očajnom stanju i jedva su neki dočekali surađivati sa Srbima i nabavljati oružje od Vojske Republike Srpske za što nisu morali mnogo platiti, jer plaćeni iznos bio je daleko manji od onog šta su im Srbi pružili. Srbi su topništvom pomagali muslimansko-bošnjačke ratne napore protiv Hrvata.
U stolačkom HVO-u morali su reagirati na muslimanske napade i zauzimanje taktičkih položaja i objekata. Doznalo se da Muslimani planiraju izbiti na Čapljinu i Tasovčiće i dalje ka moru. Stoga su iz HVO-a muslimanskoj brigadi „Bregava“ dali ultimatum za povlačenje. HVO je imao mješovit sastav gdje su neke brigade imale trećinu vojnika muslimanske nacionalnosti, koji su ušli u brigadu HVO tek nakon oslobođenja Stoca. HVO ih je uvježbao i naoružao, a u brigadi „Bregava“ bili su gotovo isključivo Muslimani. Odbili su iz "Bregave" Nakon zapovijed za povlačenje. Nakon saznanja o pripremama za napad, pripadnici HVO-a 19. travnja 1993. uhitili su zapovjedništvo brigade i razoružali oko 700 vojnika koji su ih planirali napasti. Istovremeno, sjevernije od Stoca, ARBiH je na konjičkom i jablaničkom području nastavljala napade koji su se 9. svibnja proširili i na Mostar. Snage ARBiH pokrenule su 13. srpnja napadnu akciju prema Stocu, Čapljini i Dubravskoj visoravni. Nakon teškog poraza ARBiH na Dubravama, morali su se povući ka Blagaju. Nakon toga su djelovali samo preko jakih diverzantsko-izviđačkih grupa.  
Pripadnici HVO-a 3. kolovoza 1993. godine su izvršili deportaciju Bošnjaka iz općine Stolac prema crtama Armije Republike Bosne i Hercegovine u Blagaju. Protjerani stolački Bošnjaci utočište su pronašli u istočnom Mostaru, a time je stvoren još veći pritisak istočni dio grada Mostara i njegove ograničene mogućnosti.
██ HVO
██ HVO osvojio od ARBiH
██ VRS
██ VRS osvojila od ARBiH
██ ARBIH
██ ARBiH osvojila od HVO
██ HVO - HZ Soli - bez oružanog sukoba. HVO se sam raspustio, teritorij preuzela ARBiH
██ HVO Bihać - bez oružanog sukoba. Skupa s ARBiH.
██ HVO Sarajevo - HZ Vrhbosna - bez oružanog sukoba. ARBiH prisilno ukinula HVO.
Krajem kolovoza 1993. godine, Armija RBiH ponovno pokušava nastaviti prodore dolinom Neretve. Sefer Halilović se ponovno vraća na ovo područje 30. kolovoza, kada je po zapovijedi zapovjednika Armije RBiH Rasima Delića postavljen za čelnog čovjeka "Isturenog komandnog mjesta Štaba Vrhovne komande (IKM)" sa sjedištem u hidrocentrali Jablanica. Početkom rujna 1993. godine, pristižu jedinice iz okolice Sarajeva, koje se raspoređuju u borbeni poredak. Dana 6. rujna 1993. počinje žestoki napad na HVO na pravcu Vrda. Vrdi se nalaze sjeverozapadno od Mostara i da su, kojim slučajem, Vrdi u tom napadu pali, obrana zapadnog Mostara bi bila jako teška. Vojnici HVO-a su zaustavili su ovaj napad te tako obranili svoje položaje i hrvatsko stanovništvo u Mostaru, a pripadnici Armije RBiH u tijeku operacije izvršile su više pokolja civilnog stanovništva i zarobljenih vojnika HVO-a, te su uništavali i pljačkali hrvatsku imovinu.
Užasan zločin je počinjen u selu Grabovici od strane postrojbi Armije RBiH (vidi Pokolj u Grabovici 9. rujna 1993.). Selo Grabovica se nalazi na granici mostarske i jablaničke općine. U zoru 9. rujna 1993. počeo je zločin nad civilnim hrvatskim stanovništvom. Vojnici Armije RBiH su ubijali redom Hrvate, ne gledajući na godine i spol, a seljani su gubili živote samo zato što su bili Hrvati. Seljani su teško mučeni, odsijecane su im glave, leševi su bacani u kanjon Neretve. Jedan Hrvat je razapet na križ, a glava mu je odrubljena i nabijena na kolac pokraj križa. Njegovoj ženi izvadili su srce i pekli ga na vatri. U obranu svojih susjeda Hrvata digle su se susjede Bošnjakinje, ali su i one ubijene od strane svojih sunarodnjaka. O ovome zločinu znao je vrh bošnjačkih vlasti u Sarajevu i Armije RBiH. Godinama nakon rata ulaz u selo Hrvatima je bio zabranjivan, a nikakav istražni postupak kojim bi se kaznili zločinci nije pokrenut.
U ratnom sukobu između Hrvatskog vijeća obrane i Armije Republike Bosne i Hercegoine na području općine Mostar, Hrvati su imali 80 ratnih žrtava, od toga je bilo 19 zarobljenih i ubijenih vojnika HVO-a, 1 dijete i 60 odraslih civila. U Mostaru, u bošnjačkim logorima, bilo je zatočeno 672 Hrvata od kojih je ubijeno 77.

## Galerija
- Bulevar, prva crta bojišnice u gradu, 1996.
- Zapadni dio grada, 1996.
- Ruševine uz prvu crtu bojišnice, 1997.
- Ostaci Starog mosta, 1998.

## Vanjske poveznice
- Ratni video zapis: Stanje u Mostaru pred sami početak Bošnjačko-hrvatskog sukoba u gradu
- Ratni video zapis: Početak Bošnjačko-hrvatskog sukoba u gradu, 9. svibnja 1993. godine
- Ratni video zapis: Zauzimanje Bijelog Polja i Sjevernog logora od strane Armije BiH, 30 lipnja 1993. godine
- Ratni video zapis: O borbama HVO-a i Armije BiH u južnim predgrađima Mostara
- Ratni video zapis: Zauzimanje izvora rijeke Bunice od strane HVO-a
- Ratni video zapis: Izvještaj sa zračne luke Mostar, Bune i Malog Polja
- Ratni video zapis: Obilazak crta obrane HVO-a, zima 1993. godine
- Ratni video zapis: Doček nove 1994. godine na prvoj crti HVO-a u Mostaru